# Craste
Pour les articles homonymes, voir Craste (homonymie).

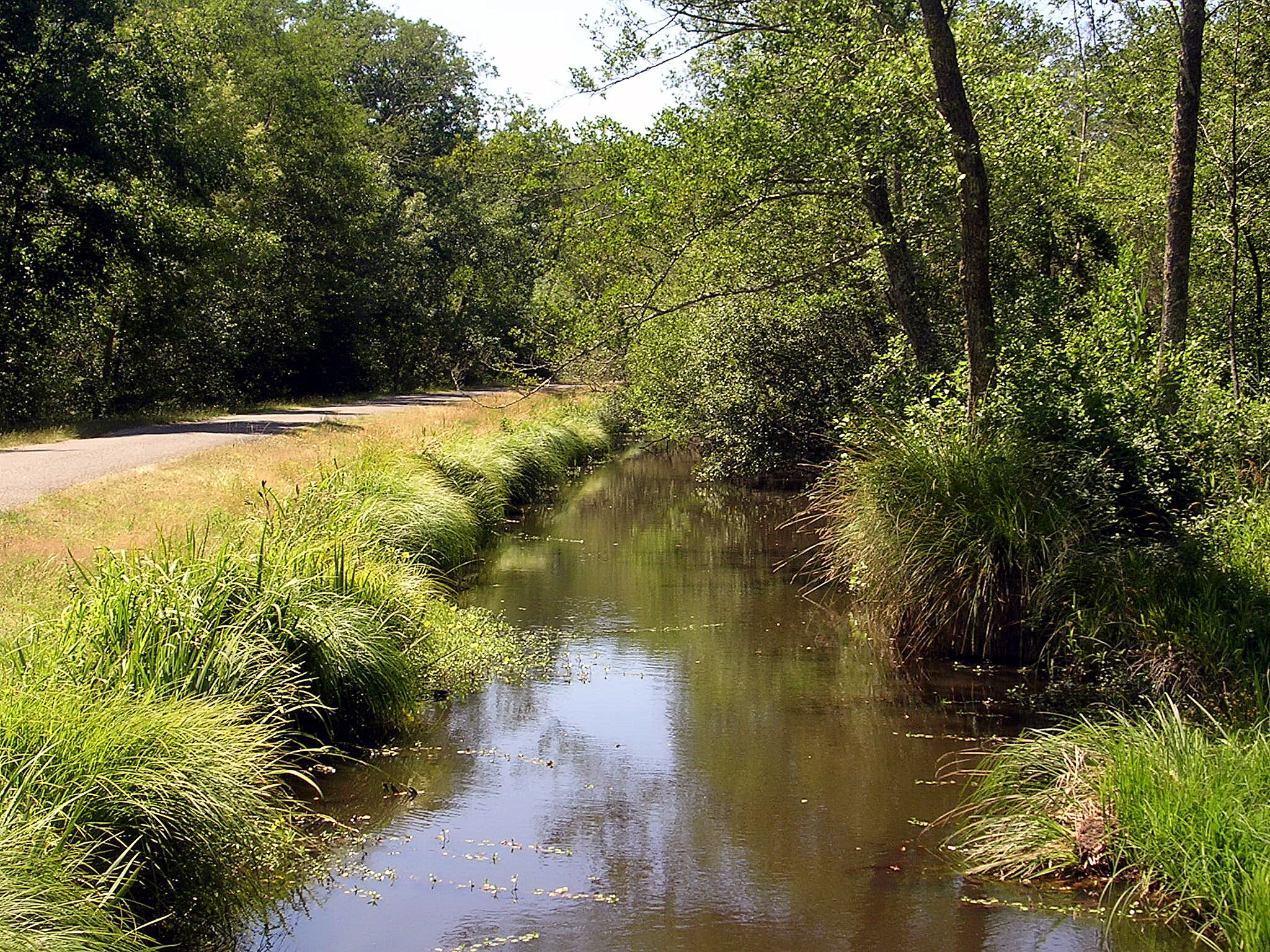
Craste en pays de Born

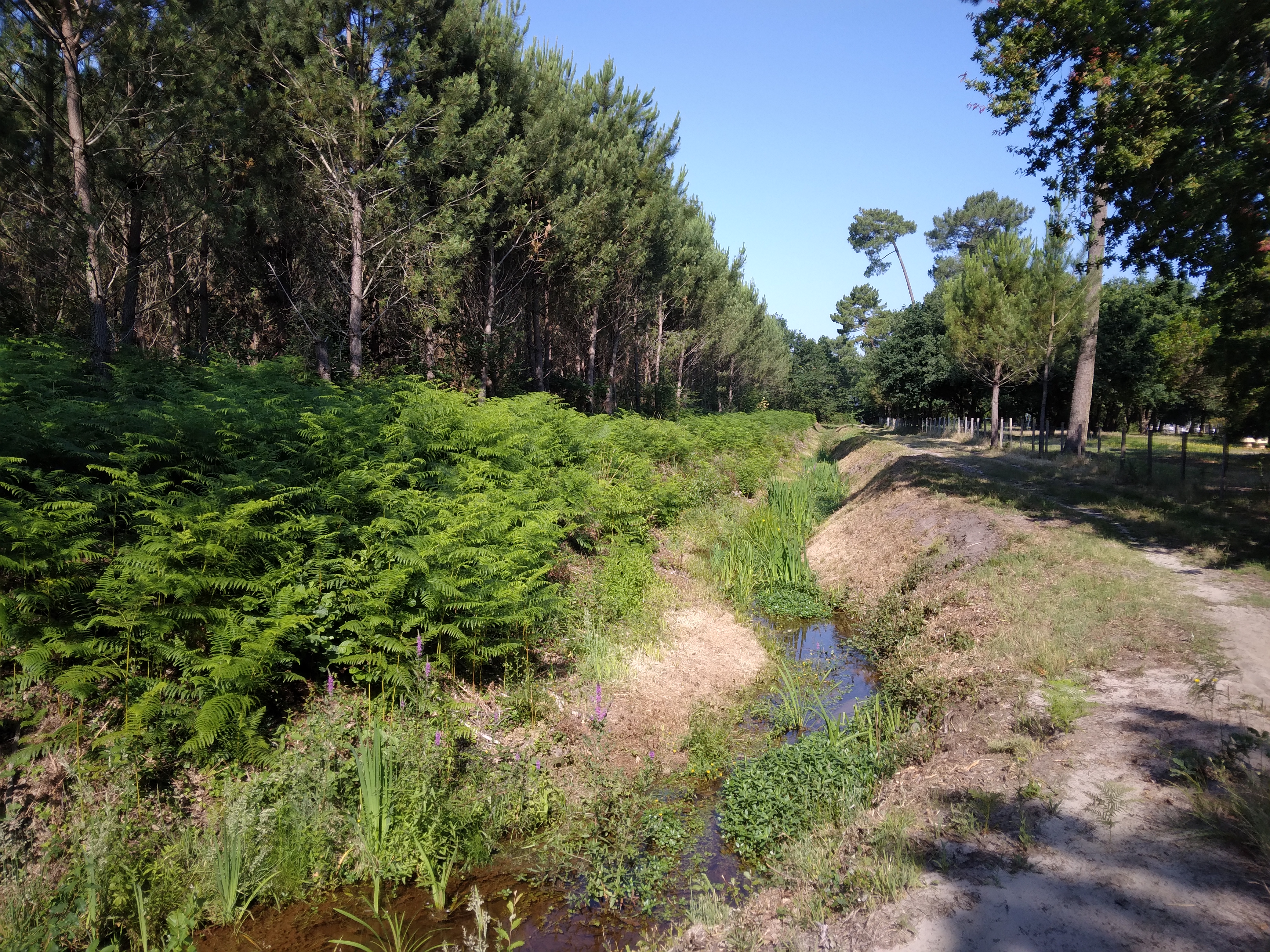
Craste de Justine à Sainte-Eulalie-en-Born

Une craste (du gascon crasta, issu du latin castrum) désigne, dans les Landes de Gascogne, un fossé d'écoulement des eaux. Le terme est passé dans le vocabulaire régional courant.

## Présentation
Une craste est un fossé de drainage, généralement creusé dans le sable, aménagé pour assainir la lande humide. En usage depuis des siècles, la craste se généralise au milieu du XIXe siècle afin de faciliter l’écoulement des eaux et rendre possible la mise en culture du pin maritime. 
Avant la loi relative à l'assainissement et de mise en culture des Landes de Gascogne de 1857, des crastes se trouvaient derrière chaque airial, en limite des champs. Elles s'accompagnaient invariablement du barrat, nom de la levée faite avec la terre retirée du fossé, d'où l'expression gasconne :
 « Si i a barrat, i a crasta » (S’il y a barrat, il y a craste)
Les Landais en font par la suite un des éléments essentiels du drainage des vastes étendues marécageuses composant leur territoire. Saint-Amans les cite en 1818 sous leur nom gascon : 
« Le moyen de remédier à ces inconvénients (eaux stagnantes) d’une manière aussi prompte d’efficace serait (…) d’y ouvrir beaucoup de ces larges fossés nommés « crastes » dans le langage du pays ».
Après la loi du 19 juin 1857, les sociétés de mise en valeur des Landes creusent toutes des crastes, comme la Compagnie agricole et industrielle d’Arcachon, qui en ouvre 180 km. Toutes ne vont pas forcément dans le sens de la plus forte pente du sol, la grande craste de Gujan-Mestras est ainsi tracée d’ouest en est.
Les services départements de Gironde créent  au total 2 190 km de crastes dans ce département, charge aux communes de s’y raccorder par la suite. C’est donc cette technique locale mais déployée à grande échelle, qui a permis la mise en valeur du territoire, permettant la culture du pin maritime, à défaut de cultures plus exotiques, notamment celles d’arachides, comme envisagé un moment.